# Audios del tráfico de madera
Los audios del tráfico de madera son una serie de grabaciones donde se escuchan las conversaciones entre el entonces ministro de Desarrollo e Inclusión Social de Perú Jorge Meléndez Celis y organizaciones ilegales de tala de árboles en los bosques amazónicos.
El suceso desató un escándalo que, junto a una recomendación controvertida que hizo en favor de su pareja en un puesto público, presionó a Meléndez para renunciar al puesto el 27 de octubre de 2019, además de destapar uno de los mayores casos de corrupción del Gobierno Regional de Loreto bajo el mando del gobernador regional Fernando Meléndez Celis, hermano del exministro.

## Contexto

Provincia de Loreto (Departamento de Loreto). Sitio maderable según los audios.

El suceso se había desarrollado durante el periodo de Meléndez como parlamentario del Congreso de la República del Perú por Peruanos Por el Kambio desde 2016, hasta la disolución del poder legislativo en 2019. El presidente Martín Vizcarra nombró al exparlamentario en octubre como cabeza del Ministerio de Desarrollo e Inclusión Social, el cual ya ocupó en 2018 durante el gobierno del presidente Pedro Pablo Kuczynski.
El líder de la banda criminal Los Cumaleros del Oriente, que realiza deforestación ilegal en las selvas del departamento amazónico de Loreto (al oriente del Perú) Hitler Pérez Rodríguez, que se encuentra bajo custodia del Ministerio Público, afirmó que Meléndez como congresista dilataba los procesos de fiscalización del Organismo de Supervisión de los Recursos Forestales y de Fauna Silvestre (Osinfor) para comercializar con madera de forma ilegal.

### Audios
El Ministerio Público no brindó el número específico de las audios entregados por los acusados, pero hizo públicas dos de ellos. Parte de lo expresado en las conversaciones con Los Cumaleros de uno de las grabaciones:

El jueves empezamos a dar salida a esta huevada, cuando Osinfor entra, no hay nada, nada de volumen, a la mierda. Por eso estamos amarrados con el congresista [Jorge Meléndez]. O sea el día jueves.

## Implicación del Gobierno Regional de Loreto
El Gobierno Regional de Loreto bajo la administración de Fernando Meléndez Celis fue incluido en las investigaciones y varios funcionarios de alto rango de su gestión fueron nombrados por Los Cumaleros entre los que se encuentra Ricardo Segundo Mayhuasque Hernández (director de Conservación y Diversidad Biológica de Loreto), y Líster Elías Ramírez Bardales, que daban permiso a la organización para deforestar hectáreas de la Comunidad Nativa de Monte Rico en el distrito de Urarinas de la provincia de Loreto. En el momento de la detención por parte del Ministerio Público, ya se había trasladado 11,761 metros cúbicos de los 11,946 de madera ilegal al extranjero.

## Crisis interna en el gobierno
El destape de los audios, para algunos analistas, es un fuerte descrédito a la figura del gobierno del presidente Martín Vizcarra en su campaña contra la corrupción, principalmente porque Meléndez desde antes de los audios contaba con un historial de cuestionamientos en medio de la crisis constitucional que se lleva en el país posterior a la disolución del Congreso:

Que el presidente haya dejado que los acontecimientos fluyan por sí mismos, que se agraven, no tengan el control suficiente y que terminen en la situación que han terminado me parece que apunta no tanto a cuestionar al ministro, respecto a si renunció o no en el momento adecuado, sino al presidente por no tomar las medidas necesarias para prevenir una situación que finalmente le terminó estallando en la mano.

### Situación de Meléndez
El ministro Jorge Meléndez Celis decidió renunciar el 26 de octubre de 2019. Meléndez ya tuvo un impasse en su nuevo puesto, pues la extrabajadora Evelyn Díaz Mendoza perteneciente al parlamento lo acusó el 20 de octubre del mismo año, en el programa Panorama, de recomendar a la madre de su hijo. Según Díaz, la presidenta de ética Janet Sánchez sabía de lo sucedido:

Cuando [Janet Sánchez] me llama, ya tenía esta reunión con el excongresista. En la camioneta, me comenta que le habían preguntado si es que era cierto que la señora [Erika Fernández] que había trabajado en el congreso era madre de su hijo.

Meléndez negó todo todas las acusaciones; en lo que respecta a su renuncia por los audios, su gestión solo duró 24 días desde su juramentación como ministro de Desarrollo e Inclusión Social el 3 de octubre de 2019.
En su lugar como ministro de Desarrollo e Inclusión Social ingresó la médico Ariela Luna Florez el 29 de octubre de 2019, Luna se encontraba ejerciendo el viceministerio de Políticas y Evaluación Social del mismo sector antes de asumir el titular como ministra.